# وزارت دفاع (عراق)
وزارت دفاع عراق (عربی: وزارة الدفاع العراقية) از وزارتخانه‌های دولت فدرال عراق است، که در سال ۱۹۲۰ تأسیس شد. این وزارتخانه وظیفه پشتیبانی لجستیک از نیروهای مسلح عراق، همچنین نظارت بر نیروی زمینی عراق، نیروی هوایی عراق، نیروی دریایی عراق و نیروهای عملیات ویژه عراق را برعهده دارد.